# Route nationale 556 (Belgique)
Pour les articles homonymes, voir Route nationale 556 (homonymie).
La N556 est une ceinture périphérique à Mons en Belgique.
Elle est située à l'intérieur du périphérique R50 et est à sens unique et horloger (à l'inverse du R50).
Contrairement au R50, la N556 comporte des carrefours réglés par des feux et ne comporte aucune intersection libre.
Pour l'essentiel, la circulation se fait sur une seule voie, le reste de la route étant alloué à des pistes cyclables ou des emplacements de parking.
La N556 mesure environ 4 kilomètres.